# Jeletzkya douglassae
Jeletzkya douglassae (лат.) — вид вымерших двужаберных головоногих моллюсков, единственный в роде Jeletzkya. Предположительно является самым древним представителем кроновой группы кальмаров. При этом место вида в классификации и его связи с другими таксонами являются предметом дискуссии.

## История изучения
Первая фоссилия, по которой был описан данный вид, была обнаружена в северо-восточном Иллинойсе, США в отложениях у реки Мазон-Крик, относящихся к верхнему каменноугольному периоду (точнее — к средней Пенсильванской подсистеме). Эти отложения благодаря своей особой структуре (дельтовое осадконакопление, обеспечивавшее быстрое захоронение останков) способствовали сохранению мягких тканей животных. В последующие годы были обнаружено ещё нескольких ископаемых, отнесённых к этому виду.